# Io, Beau Geste e la legione straniera
Io, Beau Geste e la legione straniera (The Last Remake of Beau Geste) è un film scritto, diretto e interpretato da Marty Feldman.

## Trama
Sir Hector Geste, anziano eroe britannico, avendo avuto solo la figlia Isabel, per continuare le tradizioni guerriere della famiglia adotta i due orfani, Beau e Digby. Assai anziano, sposa l'avventuriera Lady Flavia che, priva di scrupoli, vorrebbe far proprio il "miraggio azzurro", un eccezionale diamante della famiglia Geste. Beau, rubato il gioiello, fugge e si arruola nella Legione Straniera. Digby, condannato ingiustamente, grazie all'astuta matrigna Flavia viene fatto fuggire e inviato nel fortino del Marocco dove milita il fratello. I due gemelli, sempre uniti secondo il detto "Gest et Gest", nihil separatum est", subiscono le angherie del sergente Markov e del caporale Boldini, nonché i tradimenti del generale Pecheur, tra l'altro legatosi alla sopravvenuta Lady Flavia. Siamo nel 1906: sir Hector è perennemente in coma; il fortino viene occupato dai tuareg di Abdul; Flavia cerca invano di strappare la gemma ai figliastri che si consolano in famiglia, Beau con Flavia e Digby con Isabel.